# Anthony Sanders
Anthony Marcus Sanders, född den 2 mars 1974 i Tucson i Arizona, är en amerikansk före detta professionell basebollspelare som spelade tre säsonger i Major League Baseball (MLB) 1999–2001. Sanders var outfielder.
Sanders spelade för Toronto Blue Jays (1999) och Seattle Mariners (2000–2001). Totalt spelade han dock bara 13 MLB-matcher, med ett slaggenomsnitt på 0,240, inga homeruns och fyra RBI:s (inslagna poäng). Han tillbringade den mesta tiden i olika farmarklubbar i Minor League Baseball, där han spelade 1 169 matcher med ett slaggenomsnitt på 0,256, 145 homeruns och 592 RBI:s. Han spelade 2001 i Nippon Professional Baseball (NPB) för Yokohama Baystars och 2006 i den av MLB oberoende proffsligan Atlantic League.
Sanders tog guld för USA vid olympiska sommarspelen 2000 i Sydney.
Sanders har efter spelarkarriären arbetat som assisterande tränare och tränare i Minor League Baseball och som assisterande tränare för USA:s herrlandslag. Inför 2020 års säsong utsågs han till assisterande tränare (first base coach) för Baltimore Orioles i MLB.